# Mario Calabresi

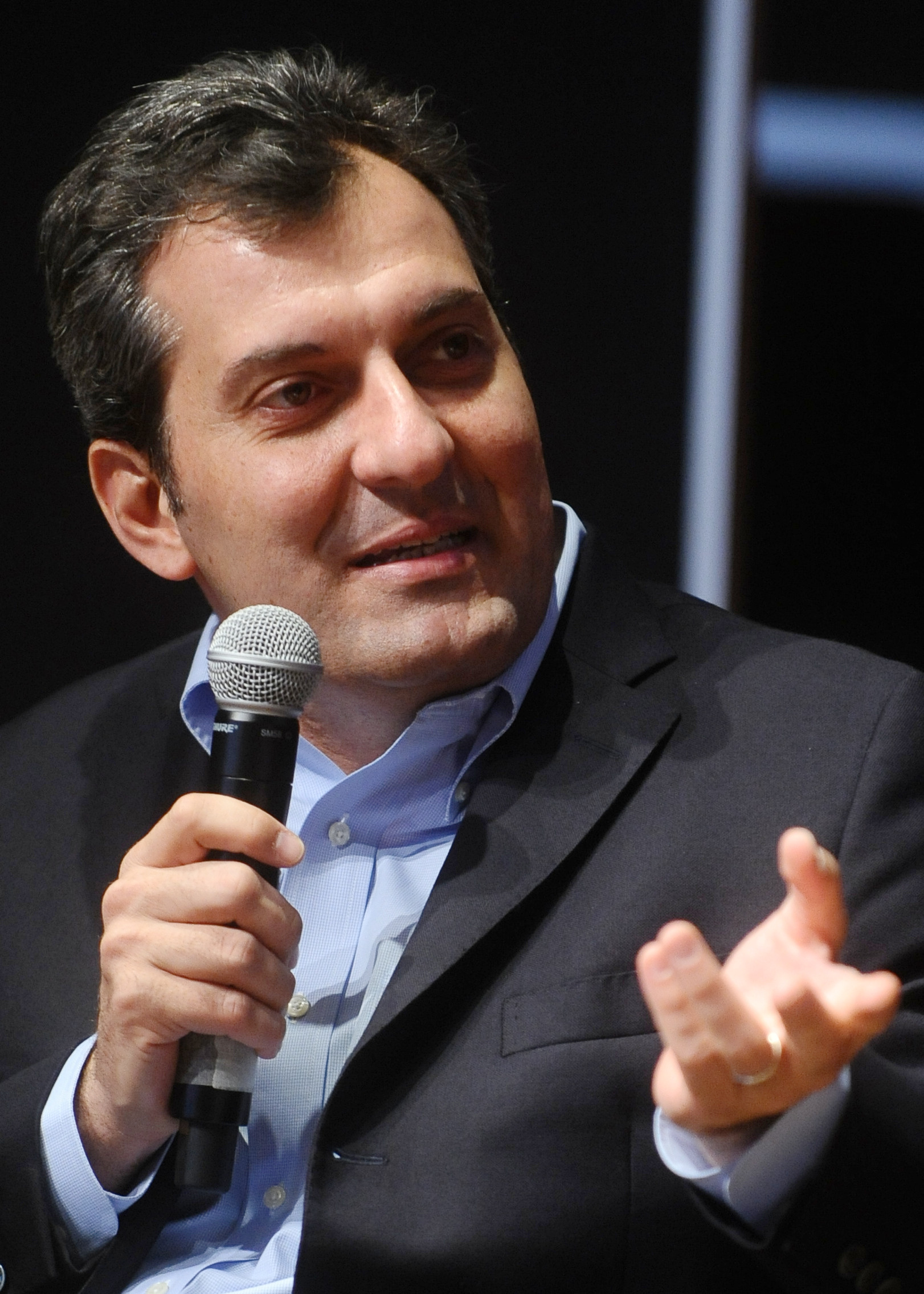
Mario Calabresi (2015)

Mario Calabresi (geboren am 17. Februar 1970 in Mailand) ist ein italienischer Journalist.

## Leben
Mario Calabresi ist ein Sohn der Gemma Capra und des Polizisten Luigi Calabresi, der im Mai 1972 einem terroristischen Attentat durch Anhänger der Lotta Continua zum Opfer fiel.
Mario Calabresi studierte Jura und Geschichte an der Universität Mailand. Danach besuchte er die Journalistenschule  „Carlo de Martino“ in Mailand und begann 1998 seine Arbeit als Parlamentskorrespondent bei der Nachrichtenagentur ANSA. Ab 1999 arbeitete er als politischer Redakteur bei La Repubblica. Zwischen 2000 und 2002 wechselte er zu La Stampa und analysierte die Terroranschläge am 11. September 2001.
Calabresi kehrte zu La Repubblica zurück und ging für sie 2007 als Auslandskorrespondent nach New York City, von wo er über die Präsidentschaftswahl 2008 berichtete.
Im April 2009 wurde er Chefredakteur von La Stampa in Nachfolge von Giulio Anselmi. Anfang 2016 wurde er als Nachfolger von Ezio Mauro zum Chefredakteur von  La Repubblica.
Calabresi ist mit Caterina Ginzburg, einer Enkelin von Natalia Ginzburg, verheiratet, sie haben  Zwillingstöchter.

## Schriften (Auswahl)
- Non temete per noi, la nostra vita sarà meravigliosa. Storie di ragazzi che non hanno avuto paura di diventare grandi. Mailand : Mondadori, 2015
- A occhi aperti, 10 grandi fotografi raccontano i momenti in cui la Storia si è fermata in una foto. Rom : Contrasto Editore, 2013, ISBN 9788869654558
- Cosa tiene accese le stelle. Storie di italiani che non hanno mai smesso di credere nel futuro. Mailand : Mondadori, 2011 ISBN 978-88-04-61021-2
- La fortuna non esiste. Storie di uomini e donne che hanno avuto il coraggio di rialzarsi. Mailand : Mondadori, 2009 ISBN 978-88-04-59860-2
- Spingendo la notte più in là : storia della mia famiglia e di altre vittime del terrorismo. Mailand : Mondadori, 2007
  - Der blaue Cinquecento : Geschichte meiner Familie im Schatten des Terrorismus. Übersetzung und mit einem Nachwort von Michaela Wunderle. München : SchirmerGraf, 2008